# Urtica praetermissa
Urtica praetermissa är en nässelväxtart. Urtica praetermissa ingår i släktet nässlor, och familjen nässelväxter.

## Underarter
Arten delas in i följande underarter:
- U. p. michoacana
- U. p. praetermissa